# Sant Andreu d'Oliana
Sant Andreu d'Oliana és l'església parroquial d'Oliana protegida com a bé cultural d'interès local.

## Descripció
Església de tres naus amb capçalera plana orientada a llevant. La nau central és més ampla que les laterals i presenta a la capçalera un presbiteri quadrangular, elevat respecte al nivell de la nau central, i un cor alt als peus. La nau central es comunica amb les laterals mitjançant un seguit d'arcs apuntats sobre columnes d'ordre dòrico-toscà, amb el fust llis. Les naus estan cobertes amb volta de creueria, amb claus decorades amb cercles concèntrics i nervis gruixuts que rematen en permòdols. A la nau central, més alta que les laterals, hi ha els finestrals. La nau lateral dreta presenta una capella coberta per una cúpula sobre petxines dedicada a la Verge dels Set Dolors. S'accedeix al presbiteri per mitjà d'una escalinata emmarcada per una barana de marbre amb motius ornamentals calats a base de grans fulles de card.
L'exterior, els tres volums de l'edifici, reflecteixen l'organització de l'espai interior de la planta basilical. A la façana occidental només es distingeix un sol volum a causa de l'afegitó de dos cossos sobre les naus laterals. La coberta és de teula, des dues vessants a la nau central i d'una sola vessant a les laterals. Al mur septentrional hi ha les restes d'un edifici més antic, probablement originari de l'antiga església medieval, de grans carreus amb una finestra de doble esqueixada.
La façana occidental presenta una portada monumental d'estil barroc amb marcat regust classicista. La porta és d'arc de mig punt amb arquivolta emmarcada per un requadre format per dues pilastres amb fust decorades, amb dos angelots als carcanyols de l'arc de la porta i un permòdol sobre la clau de l'arc. El conjunt sosté un entaulament format per un arquitrau, un fris i una cornisa. La portada és coronada per un frontó semicircular partit per una fornícula central coronada per un frontó triangular. La portada s'emmarca amb dues columnes toscanes amb un pedestal prismàtic amb un medalló amb una olivera (símbol d'Oliana) amb la data 1628. Als costats hi ha dos cossos bulbiformes que coronen sengles pedestals.
A l'angle nord-oriental hi ha el campanar de torre que es va construir posteriorment. És de base quadrada i després esdevé vuitavat. Conté un rellotge i una galeria d'arcs de mig punt que acull les campanes. La torre està coberta per una terrassa rematada per boles que descansen damunt d'un suport piramidal. En una dovella del cos inferior hi ha la data 1778.
La capella del Sant Crist, construïda el 1847, és adossada a l'església. És de planta de creu grega. Els braços són coberts amb volta de canó i la part central per una cúpula sobre petxines amb llanterna. L'interior presenta una decoració ostentosa que imita el marbre i el bronze. A les petxines de la cúpula hi ha, en relleu, la representació dels evangelistes. Es pot accedir a la capella des de l'exterior i també des de l'església.

## Història
La parròquia d'Oliana s'esmenta en l'acta de consagració de la catedral de Santa Maria de la Seu d'Urgell, en la segona meitat del segle x. L'advocació de Sant Andreu apareix vinculada a la parròquia d'Oliana a mitjan segle xi. En les primeres mencions de Sant Andreu no se sap si fan referència a l'església del castell o a la de la vila.
L'església primitiva de Sant Andreu d'Oliana correspondria a finals del segle xii o inicis del segle xiii segons les restes que en queden. Al segle xvii, el temple fou profundament reformat seguint l'estil barroc. Aquesta obra s'atribueix al mestre d'obres olianès Anton Serra.
La capella annexa del Sant Crist de la Bona Sort fou feta construir l'any 1847 per Tomàs Costa, fill d'Oliana i canonge de la catedral de Tarragona.